# Autobusna linija br. 261 u Zagrebu
Linija 261 (Dubec – Sesvete – Goranec) prigradska je autobusna linija u Zagrebu.
Prometuje svaki dan na trasi: Dubec – ul. Dubrava – Zagrebačka cesta – Ninska – (smjer B: Zagrebačka cesta lijevo) – Bistrička ulica – Kašinska cesta – Vugrovečka cesta – Zlatarska ulica – Ulica Augusta Šenoe – Vugrovečka ulica – Glavna ulica – Goranec. Između Dupca i Sesveta ne staje na usputna stajališta.
Povezuje naselja Goranec, Vugrovec Gornji, Vugrovec i Markovo Polje s željezničkim kolodvorom Sesvete te direktno nastavlja putovanje do tramvajsko-autobusnog terminala Dubec.
Svaki dan zadnji polazak iz Goranca prometuje do Planine Dornje gdje postaje linija 262 i nastavlja putovanje za Sesvete i Dubec.

## Vanjske poveznice
- Vozni red linije 261

1. ↑  Datoteke u GTFS formatu. zet.hr. Pristupljeno 5. lipnja 2025. - Sadrži informacije tijela javne vlasti u skladu s Otvorenom dozvolom